# Distrikt La Merced (Churcampa)
Der Distrikt La Merced liegt in der Provinz Churcampa in der Region Huancavelica im Südwesten von Zentral-Peru. Der Distrikt wurde am 30. November 1945 gegründet. Er besitzt eine Fläche von 71,3 km². Beim Zensus 2017 wurden 1131 Einwohner gezählt. Im Jahr 1993 lag die Einwohnerzahl bei 435, im Jahr 2007 bei 1149. Sitz der Distriktverwaltung ist die 2632 m hoch gelegene Ortschaft La Merced mit 583 Einwohnern. La Merced befindet sich 6 km südsüdöstlich der Provinzhauptstadt Churcampa.

## Geographische Lage
Der Distrikt La Merced liegt im äußersten Südosten der Provinz Churcampa am Westrand der peruanischen Zentralkordillere. Der Río Mantaro umfließt den Distrikt im Süden und im Osten.
Der Distrikt La Merced grenzt im Westen an den Distrikt San Miguel de Mayocc, im Nordwesten an den Distrikt Churcampa, im Osten und im Südosten an die Distrikte Santillana und Luricocha (beide in der Provinz Huanta) sowie im Südwesten an den Distrikt Marcas (Provinz Acobamba).

## Ortschaften
Neben dem Hauptort gibt es folgende größere Ortschaften im Distrikt:
- Mossoccpampa (223 Einwohner)